# Liste des règles monastiques
Cet article dresse la liste des règles monastiques liées à la vie religieuse des personnes vivant en un monastère (moines et moniales) de la tradition chrétienne. 
Les règles monastiques sont des documents normatifs régissant la vie de moines vivant en communauté au sein d'un monastère. La plupart des règles ont été rédigées entre le IVe siècle et le VIIe siècle puis durant le Moyen-Âge. Les règles peuvent être rédigées par l'abbé, un évêque fondateur d'un monastère, par un collège d'anciens, à l'occasion de la fondation d'un monastère, d'une réforme de celui-ci, ou pour conserver les prescriptions orales du fondateur qui vient de mourir.  
Le monachisme est né dans le christianisme au IIIe siècle de notre ère. Le monachisme se développe dans sa forme anachorétique (ermite vivant seul) et semi-anachorétique (moines vivent séparés mais se réunissent pour les offices les samedi et dimanche) dans le sillage d'Antoine (c.251-356), en Egypte. C'est en Thébaïde, dans le Sud de l'Egypte, que Pachôme (c.292-348) crée la première forme de monachisme cénobitique (vie en communauté). L'emploi du temps, le travail, la liturgie, les règlements des moines pachômiens sont alors prescrits dans la première règle monastique.  
Le monachisme s'étend rapidement en Palestine (Gaza), Syrie, en Asie mineure, où Basile de Césarée rédige plusieurs règles sous forme de questions-réponses.  
Enfin, le monachisme chrétien se développe à la fin du IVe siècle en Occident, en Gaule autour de Martin (pas de règle écrite) et dans le nord de l'Afrique à l'époque d'Augustin. C'est en Occident et en latin que sont rédigées la grande majorité des règles conservées à ce jour. Celles-ci nous sont connues principalement grâce à l'œuvre de Benoît d'Aniane qui compile dans un livre le "codex regularum" près de 25 règles anciennes, au début du 9e siècle. 

## Règles antiques et du Haut Moyen Âge
- Règle de saint Pacôme, rédigée au IVe siècle par saint Pacôme le Grand, traduite en latin par saint Jérôme de Stridon.
- Règle de saint Basile, rédigée au IVe siècle par saint Basile de Césarée, traduite en latin par Rufin d'Aquilée.
- Les deux règles attribuées à Augustin d'Hippone, compilées dans la tradition manuscrite :
  - L'ordo monasteri, écrit dans l'entourage d'Augustin, mais sûrement pas par Augustin-même, vers 395, pour le monastère de Thagaste
  - le Praeceptum, règle écrite pour le clergé (séculier) d’Hippone en 397
- Règle des Quatre Pères, la deuxième règle des pères, la troisième règle des pères sont datées par Adalbert de Vogüé de 400-410, 427 et 519, les datations les plus anciennes sont toutefois contestées par JP Weiss, qui ferait remonter la Règle des Quatre Pères au milieu du Ve siècle. Ces règles sont souvent associées à Lérins,  bien que le débat ne soit pas tranché, l'hypothèse d'une rédaction de la première de ces règles (la Règle des Quatre Pères) vers 450 tend à s'imposer[2].
- Institutions cénobitiques[3] vers 420-424, de Jean Cassien (Marseille), suivies des Conférences en 426
- Règle de saint Macaire en 495 (Lérins)
- Règle d'Oyend par Oyend (quatrième abbé de l'actuelle St-Claude) dans les monastères du Jura (480-510), perdue
- Règle de saint Césaire pour les Vierges par Césaire, Archevêque d'Arles (écrite en plusieurs étapes entre 512 et 534), une adaptation de la règle pour les moines a été écrite entre 534 et 542.
- Règle orientale en 513 (Lérins)
- Laus perennis, Abbaye d'Agaune (Sigismond, roi burgonde, 515)
- Règle du maître (années 530, sans doute en Gaule méridionale)
- Règle de saint Eugippe (Lucullanum, près de Naples) vers 530-535
- Règle de saint Aurélien (Arles) v.547-551
- Règle de saint Benoît (v.530-560), largement inspirée de la Règle du Maître, rédigée par saint Benoît de Nursie et qui sert aux bénédictins et aux Cisterciens
- Règle de Tarnant,
- Règle de saint Ferréol d'Uzès, 553-573, probablement destinée à un monastère du diocèse de Die.
- Règle de Paul et d'Etienne, milieu du VIe siècle, sûrement en Italie.
- Règle de saint Ailbe d’Elmy (versifiée)
- Règle de saint Ciaran de Clonmacnois (versifiée)
- Règle de saint Columba d’Iona
- Règle de saint Comgall de Bangor
- Règle de saint Colomban (VIe siècle), rédigée par saint Colomban de Luxeuil, probablement influencée par celle de saint Comgall, existe en deux versions :
  - Regula cujusdam patris ad monachos pour les hommes[réf. nécessaire] ;
  - Regula cujusdam patris ad virgines, pour les femmes.
- Règle de saint Donat ou Règle pour les vierges ; s’inspire de la règle de saint Benoît et de celle de saint Colomban.
- Règle d'Isidore de Séville.

## Règles monastiques du Moyen Âge central
- Règle de saint Bruno : Consuetudines Cartusiæ
- Règle de Grandmont, de saint Étienne de Muret, règle initialement de 75 articles condensés en 65 articles par le 4e prieur de l'ordre de Grandmont vers 1140-1150 et approuvée par Alexandre III en 1171[4].  Règle très sévère, elle fut une première fois modifiée en 1247 par le pape Innocent IV puis par Clément V en 1309.

## Règles non monastiques mais religieuses du Moyen Âge central
- Règle des frères mineurs (franciscains) : Rédigée par Saint François d'Assise, la première règle, jamais appliquée car trop stricte, date de 1221. Une seconde règle, plus souple au sujet du vœu de pauvreté et de l'abandon de propriété, sera rédigée et adoptée en 1223. Cette règle est toujours suivie par les franciscains.

- Règle de saint Albert : règle des premiers ermites carmes, sur le Mont Carmel, établie vers 1209 par Albert de Jérusalem. Cette règle sert toujours de référence à l'Ordre du Carmel.
- Règle de l'Ordre du Temple, rédigée vers 1129 à partir des règles de saint Benoît et de saint Augustin et adaptée à un ordre militaire[5].